# George Wilson (basketspelare)
George "Jiff" Wilson , född 9 maj 1942 i Meridian, Mississippi, död 29 juli 2023, var en amerikansk basketspelare.
Wilson blev olympisk mästare i basket vid sommarspelen 1964 i Tokyo.